# Präzision (Statistik)
In der Statistik ist die Präzision (Genauigkeit) definiert als das Reziproke der Varianz. Aus diesem Grund ist die Präzision, falls man nur eine Zufallsvariable isoliert betrachtet, gegeben durch die Inverse ihrer Varianz. Bei mehrdimensionalen Zufallsvariablen ist die Präzision gegeben durch die Präzisionsmatrix, die als Matrixinverse der Kovarianzmatrix definiert ist.
In bayesschen Modellen ist es oft nützlich (obwohl nicht notwendig) bei der Parametrisierung von Modellen statt der Varianz ({\displaystyle \sigma ^{2}}) die Präzision ({\displaystyle \tau :=1/\sigma ^{2}}) zu verwenden. Zum Beispiel bevorzugen Bernardo & Smith die Parametrisierung der mehrdimensionalen Normalverteilung in Bezug auf die Präzisionsmatrix anstelle der Kovarianzmatrix, da sich dann bestimmte Vereinfachungen ergeben. Beispielsweise entspricht die Präzisionsmatrix der A-posteriori-Verteilung wenn sowohl die A-priori-Verteilung als auch die Likelihood-Funktion einer Normalverteilung folgen und die Präzisionsmatrix beider Größen existiert (weil ihre Kovarianzmatrix vollen Rang hat und damit invertierbar ist), einfach der Summe der Präzisionsmatrizen der A-priori-Verteilung und der Likelihood-Funktion.
Einige bestimmte statistische Modelle definieren den Begriff „Präzision“ verschieden von dieser Definition.

## Geschichte
Die Verwendung des Begriffs Präzision in diesem Sinne tauchte erstmals im Werk Theoria Motus Corporum Coelestium in Sectionibus Conicis Solem Ambientum. (1809) von Carl Friedrich Gauß auf. Die Definition von Gauß unterscheidet sich von der modernen durch den Faktor {\displaystyle {\sqrt {2}}}. Gauß bezeichnet die Präzision mit {\displaystyle h} und nach ihm ist „das Reziproke von {\displaystyle h} gleich {\displaystyle {\sqrt {2}}\sigma }“ (wobei {\displaystyle \sigma } der Standardabweichung entspricht). Er schreibt für die Dichtefunktion einer normalverteilten Zufallsvariablen mit der Präzision {\displaystyle h}:
{\displaystyle \varphi \Delta ={\frac {h}{\sqrt {\pi }}}\,e^{-hh\Delta \Delta }}.
Später nannten Whittaker & Robinson (1924) in ihrem Werk Calculus of observations diese Größe den Modulus. Dieser Begriff setzte sich jedoch nicht durch.